# Friedrich Schumm (Jurist)
Friedrich Schumm (* 4. November 1901 in Kiel; † 1. April 1933 ebenda) war ein deutscher Jurist und Opfer des Nationalsozialismus.

## Leben und Wirken
Friedrich Schumm wurde als Sohn von Georg (1873–1942) und Hedwig Martha Schumm, geb. Moll (1877–1943), geboren und wuchs zusammen mit seinen jüngeren Geschwistern Anni und Walter (1910–) in Kiel auf. Die Familie lebte seit 1907 in der Kehdenstraße 16, wo der Vater Mitinhaber der Firma Nikolaus Pindo Nachfolger, einem Möbel- und Warenkreditgeschäft, war. Seit 1930 betrieb er dort alleine ein Möbelgeschäft. Außerdem war Georg Schumm Mitbesitzer eines Geschäftes in der Wilhelminenstraße 10. Darüber hinaus war er viele Jahre als Vorstand der israelitischen Gemeinde Kiels und Vertrauensmann bei der IHK tätig. 
Friedrich Schumm absolvierte das Staatliche Gymnasium zu Kiel und studierte im Anschluss Jura an den Universitäten in Kiel, Hamburg, Freiburg und Rostock. In seiner Geburts- und Heimatstadt wurde Schumm 1925 mit der Arbeit „Der einfache Bankerott“ zum Dr. jur. promoviert. Anschließend war er als Referendar in Kiel tätig, später als Rechtsanwalt in Neidenburg (Ostpreußen).

## Todesumstände
Aus Anlass der Hochzeit seiner jüngeren Schwester Anni hielt sich Friedrich Schumm Ende März/Anfang April 1933 in Kiel auf. Am 1. April, dem Tag an dem die Nationalsozialisten reichsweit zu einem Boykott jüdischer Geschäfte aufgerufen hatten, bezogen auch vor dem elterlichen Möbelgeschäft zwei SS-Männer ihren Posten, um Kunden am Betreten des Geschäftes zu hindern. 
Der genaue Ablauf der Ereignisse ist bis heute unklar. So heißt es in manchen Darstellungen, Friedrich Schumm wollte das Geschäft seines Vaters durch den Haupteingang betreten, wobei es zu einem Gerangel mit den SS-Männern gekommen sei und sich ein Schuss gelöst habe. In anderen Berichten wird beschrieben, dass Schumm das Geschäft des Vaters durch den Hintereingang betreten habe; beim Verlassen des Geschäftes durch den Haupteingang sei es zu einer verbalen Auseinandersetzung mit den Wachposten gekommen und ein Schuss gefallen. Im Völkischen Beobachter soll berichtet worden sein, dass der Schuss aus dem Geschäft heraus erfolgte bzw. von Friedrich Schumm selbst abgegeben wurde. Der Schuss, wann und woher er auch kam, traf den SS-Mann Wilhelm Asthalter, der einen Lebersteckschuss erlitt, ins Krankenhaus eingeliefert, aber nach längerem Aufenthalt dort wieder entlassen wurde. Friedrich Schumm ergriff zunächst die Flucht, stellte sich aber wenig später auf dem nächsten Polizeirevier.
Derweil kursierten unter den Kieler SA- und SS-Männern sowie der Bevölkerung bereits viele Gerüchte und Falschmeldungen um den Vorfall in der Kehdenstraße 16, in denen es beispielsweise hieß, dass ein SS-Mann getötet und der Täter Friedrich Schumm im Lager des Möbelgeschäfts versteckt aufgefunden und festgenommen worden sei. SA und SS plünderten daraufhin das Möbelgeschäft, und Georg Schumm wurde mit seiner Tochter Anni festgenommen.
In der Zwischenzeit war Friedrich Schumm in das Kieler Polizeigefängnis verbracht worden, wohin nun auch zahlreiche SA- und SS-Männer sowie Zivilpersonen unterwegs waren, um die Herausgabe Schumms zu erzwingen. Unterstützt durch den NSDAP-Kreisleiter Walter Behrens, den NSDAP-Gauleiter Hinrich Lohse und den damaligen Kieler Polizeipräsidenten Otto zu Rantzau verschaffte sich ein Mob von 30 bis 40 Personen Zutritt zum Gefängnis und zur Zelle Schumms, der von etwa 30 Schüssen tödlich getroffen wurde.
Nach der Tat konnten die Mörder Schumms unbehelligt den Tatort verlassen. Rechtliche Schritte wurden gegen die Schützen nicht erhoben. Auch nach 1945 kann keiner der Mörder identifiziert werden. Lediglich drei SS-Männer wurden im Zusammenhang mit dem Vorfall um Friedrich Schumm juristisch belangt und zu Freiheitsstrafen von 12 bzw. zweimal 20 Monaten verurteilt.
Friedrich Schumm wurde auf dem Friedhof Westerrönfeld der jüdischen Gemeinde Rendsburg beerdigt.

## Weiteres Schicksal der Familie Schumm
Die Eltern von Friedrich Schumm verließen Kiel zunächst für mehrere Wochen und wohnten in Hamburg. Ende September 1933 verließen sie Kiel endgültig und siedelten nach Hamburg über. Ihren Besitzstand in Kiel verkauften die Schumms nach und nach.
Im Zusammenhang mit den Vorfällen vom 1. April 1933 musste Georg Schumm an den verletzten SS-Mann Wilhelm Asthalter 25.000 Reichsmark Schmerzensgeld entrichten. Den Prozess wegen der Zerstörung seines Möbelgeschäfts konnte er gewinnen. 
Im Gegensatz zum Ehepaar Schumm, das Deutschland als seine Heimat ansah und sich selbst bis zuletzt als Deutsche fühlten, verließen die Kinder Walter und Anni sowie Friedrich Schumms Witwe Deutschland in Richtung Palästina. Walter Schumm zog es Anfang der 1950er Jahre mit seiner Familie weiter in die Vereinigten Staaten. Die Eltern besuchten ihre Kinder 1937 in Jerusalem, kehrten aber nach Deutschland zurück.

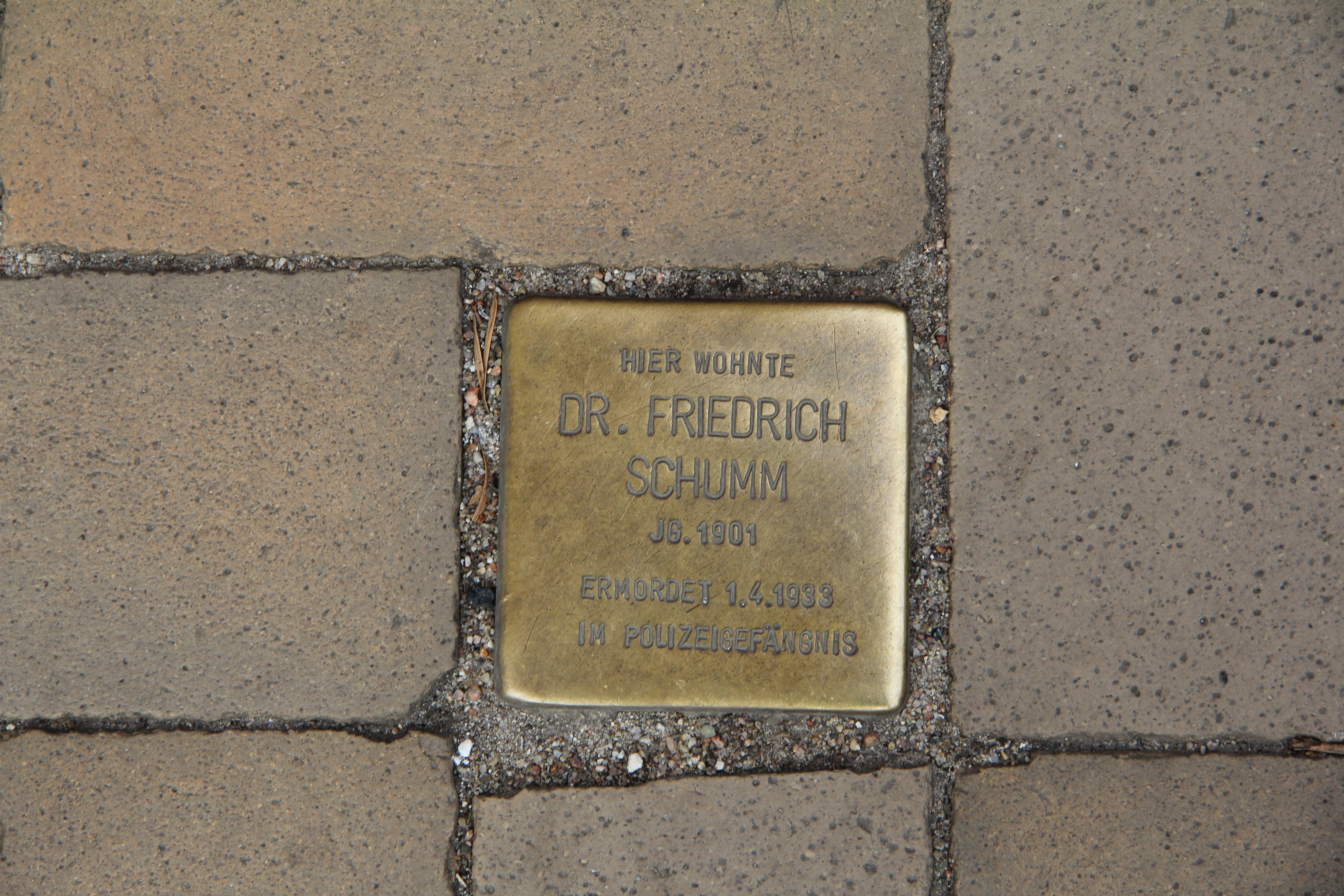
Stolperstein für Friedrich Schumm in Kiel

Am 19. Juli 1942 wurden Georg und Hedwig Schumm von Hamburg aus in das Ghetto Theresienstadt deportiert. Dort kamen Georg Schumm am 1. Oktober 1942 und Hedwig Schumm am 24. Februar 1943 ums Leben.
Für Friedrich, Georg und Hedwig Schumm wurden am 11. Juni 2006 in der Holtenauer Straße 59a in Kiel Stolpersteine verlegt.

## Veröffentlichungen
- Der einfache Bankerott, Jur. Diss., Kiel 1925.